# Бисквит-Шоколад
Корпорация «БИСКВИТ-ШОКОЛАД» объединяет две фабрики — ПАО «Харьковская бисквитная фабрика» и ПАО Кондитерская фабрика «Харьковчанка».
- Число работающих — около 3000 человек.
- Суточный выпуск — до 180 тонн.
- Производство — мучные и сахаристые кондитерские изделия.

В сферу управления корпорации входят ОАО «Первухинский сахарный завод», ООО «Красноградский млын», ЗАО «Агрофирма им. Г.Сковороды», ООО «Агрофирма-Петропавловка».

## История

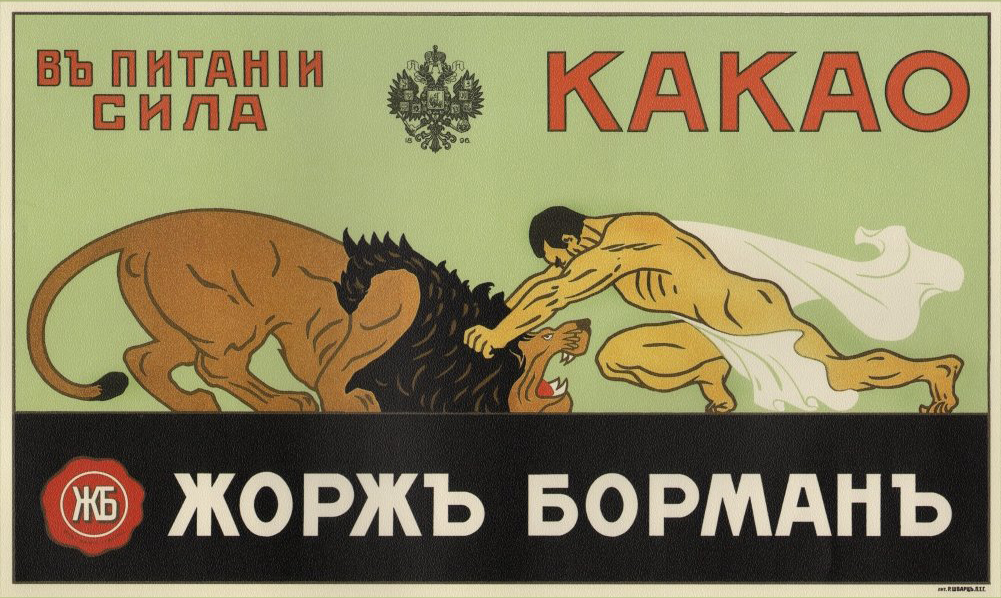
Рекламный плакат с логотипом фирмы «Жорж Борман» (начало XX века)

Началом промышленного производства кондитерских изделий в г. Харькове считают 1896 год, когда была основана кондитерская фабрика Жоржа Бормана — выдающегося кондитера, удостоенного звания многих всемирных наград. Позже, в 1935 году, было создано ещё одно крупное кондитерское предприятие — Харьковская бисквитная фабрика. С 2001 года оба предприятия стали выпускать свою продукцию под общей торговой маркой — «БИСКВИТ-ШОКОЛАД», а в августе 2004 года они объединились в корпорацию под таким же названием.

### 2001

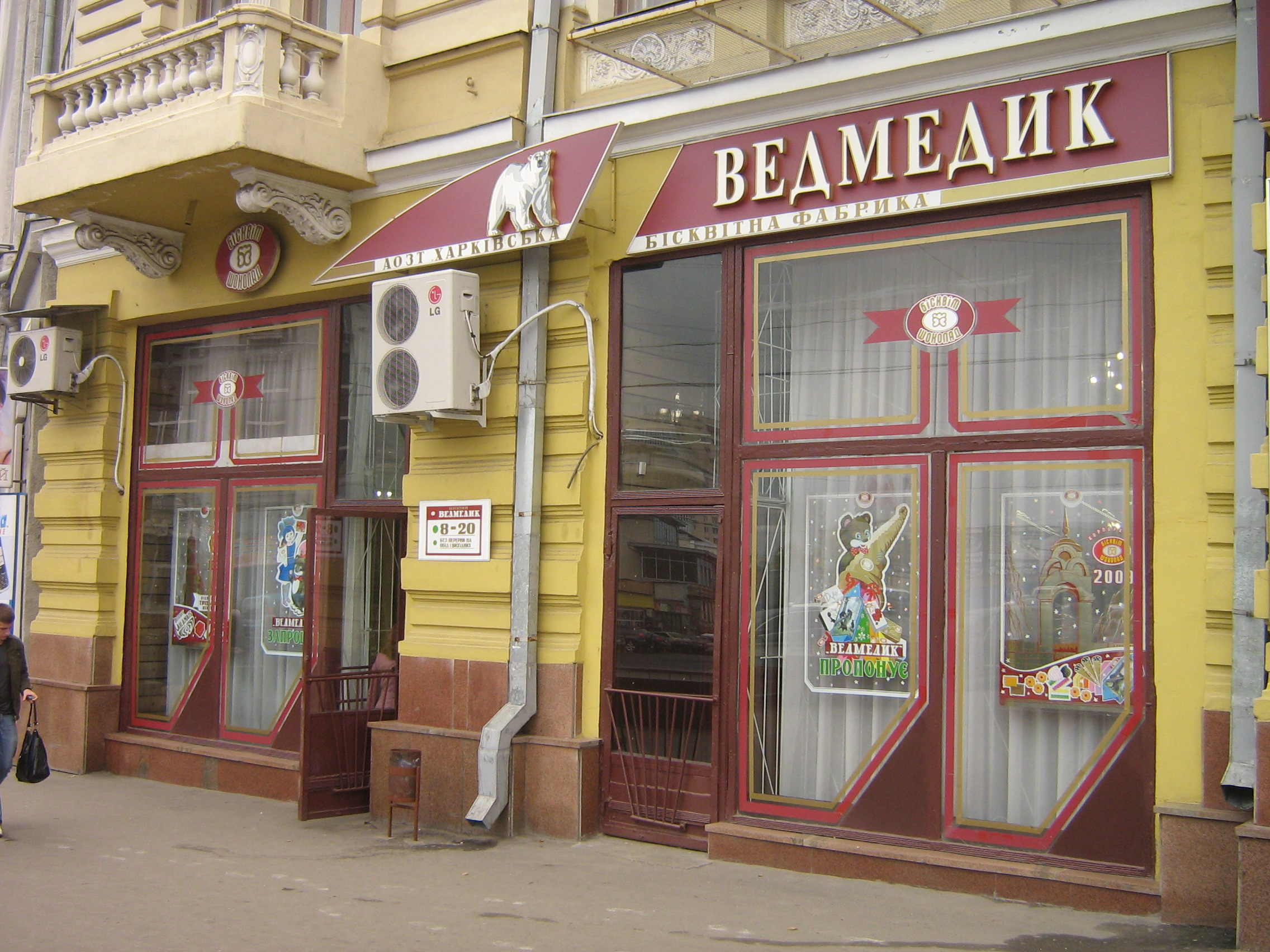
Магазин «Ведмедик» корпорации «БИСКВИТ -ШОКОЛАД» работает в Харькове больше ста лет.

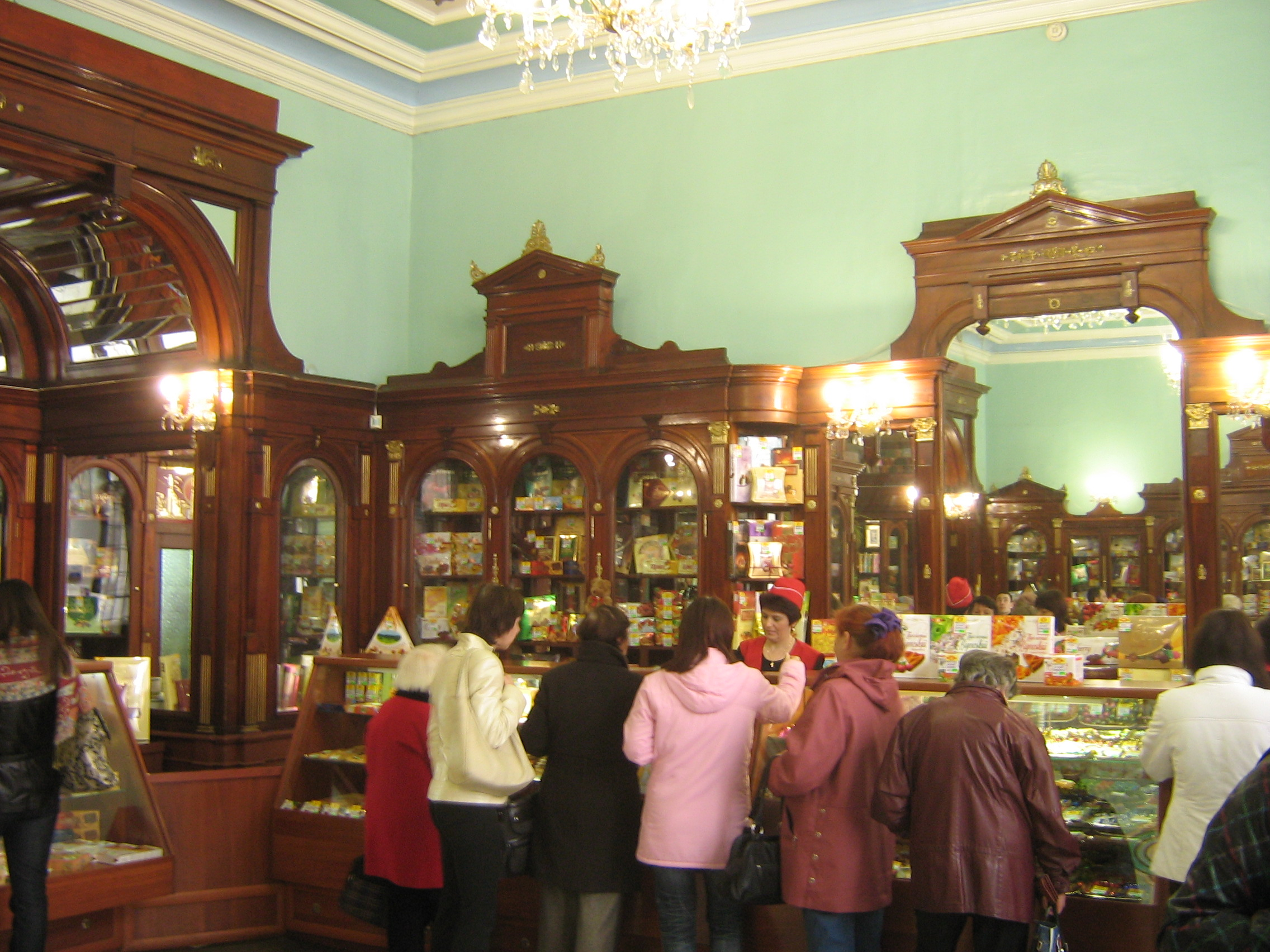
Интерьер магазина «Ведмедик».

- Внедряется оборудование по производству глазированной вафельной продукции (торты «Каприз», Мини-«Каприз»);
- Впервые на Украине на Харьковской кондитерской фабрике начато производство отливной карамели;

### 2002
- Внедрено оборудование по производству новой для Украины продукции — вафельных корнетиков;

### 2003
- Внедрено оборудование немецкой фирмы «Бёнке-Люкао» по производству уникальной продукции — печенья в шоколаде «Презент»;
- На Харьковской кондитерской фабрике установлено оборудование фирмы «LOVERAS» по приготовлению шоколадных масс и начато производство формового шоколада с начинкой;

### 2004
- Установлено заверточное оборудование и внедрены новые упаковочные материалы для конфет премиум-класса.

### 2005
- На Харьковской кондитерской фабрике установлена линия по производству глазированных шоколадной глазурью конфет с помадно-кремовыми и комбинированными корпусами фирмы Tanis  (ТС&С, Tanis Confectionery & Consultancy) (Голландия).

### 2006
- Впервые на Украине пущены линии по производству песочных пирогов итальянской фирмы «Comos» и по производству вафельных сендвичей (пористая шоколадная масса между слоями вафель) австрийской фирмы «HAAS»;

### 2007
- На Харьковской кондитерской фабрике установлено новое отливочное оборудование по производству десертного шоколада с крупными добавками фирмы «Microwerk».

### 2008
- Установлена кондитерская линия по производству многослойных конфет и батончиков на основе нуги, глазированные молочно-шоколадной глазурью фирмы «LLOVERAS-KLOCKER».
- Установлена линия по производству тонкодисперсных шоколадных масс и глазурей фирмы «PETZHOLDT».

### 2009
- Пущено оборудование по производству печенья с фруктовыми наполнителями итальянской фирмы «PODAVANI»;

Харьковские кондитеры неоднократно участвовали в самых престижных международных кондитерских выставках, «ISM» (Кёльн, Германия), «FMI» (Чикаго, США), «Seal» (Париж).
В настоящее время кондитерские изделия харьковских фабрик экспортируются в более чем 40 стран мира: Казахстан, Киргизию, Грузию, Азербайджан, Молдавию, Латвию, Литву, Эстонию, Монголию, США, Канаду, Израиль, Германию. Хотя поставки в некоторые страны носят скорее символический характер (в США в 2008 году поставлено 5 тонн продукции), доля экспорта составляет 30 %.

## Ассортимент мучных изделий
Печенье (затяжное, сахарное, сдобное), крекер, галеты, вафли, вафельные трубочки, бисквиты, рулеты, торты (в том числе вафельные и шоколадно-вафельные).

## Ассортимент сахаристых изделий
Карамель, конфеты (глазированные и неглазированные), шоколад, зефир, ирис, мармелад, драже.

## Продукция

### Бисквиты
| Бисквит «Фирменный» шоколадный коктейль         | Шоколадный бисквит с кремовой шоколадной начинкой. |
| Бисквит «Фирменный» коктейль вишня со сливками  | Воздушный классический бисквит с лёгкой кремовой начинкой вкуса спелой вишни. |
| Бисквит «Фирменный» коктейль малина со сливками | Воздушный классический бисквит с лёгкой кремовой начинкой вкуса малины. |
| Бисквит «Фирменный» сгущённое молоко + кальций  | Нежный бисквит с молочной кремовой начинкой с добавлением молока сгущенного с сахаром, обогащён кальцием. Эта продукция создавалась с желанием вырастить подрастающее поколение здоровым и крепким. |
| Бисквит «Фирменный» молочно-ореховый коктейль   | Оригинальное сочетание нежного бисквита с дробленым орехом кешью и воздушной молочно-ореховой начинкой.                                                                                             |

### Рулеты
| Рулет «Фирменный» клубника со сливками          | Классический бисквит дополняет начинка из сливочного крема и клубничного конфетюра.                                                      |
| Рулет «Фирменный» молочно-абрикосовый           | Необыкновенное сочетание нежного пористого бисквита с кремово-фруктовой начинкой с добавлением цельного молока и абрикосового конфетюра. |
| Рулет «Фирменный» ореховый с молочными сливками | Сочетание нежного бисквита и сливочно-ореховой начинки придаёт рулету неповторимый изысканный вкус.                                      |
| «Рулет „Фирменный“ шоколадно-клюквенный»        | Оригинальный вкус продукта достигается за счёт шоколадного бисквита и начинки с добавлением клюквенного конфетюра.                       |

| Рулет «Крем-вишня»       | Воздушный классический бисквит с лёгкой кремовой начинкой вкуса спелой вишни.                                                               |
| Рулет «Крем-шоколад»     | Сочетание бисквита с какао-порошком и кремовой начинки, в рецептуру которой входит какао тертое, придающее рулету изысканный вкус шоколада. |
| Рулет «Шоколад-апельсин» | Оригинальное сочетание бисквита, обогащенного натуральным какао, с воздушной кремовой начинкой со вкусом апельсина.                         |
| Рулет «Молочный крем»    | Нежный классический бисквит с мягкой молочной кремовой начинкой.                                                                            |
| Рулет «Карамель-фундук»  | Сочетание классического бисквита, ореховой пасты и молочно-карамельной начинки создаёт неповторимый вкус.                                   |

### Пироги
| Пирог «Венский» абрикос | Пирог из классического песочного теста с начинкой из абрикосового джема. |
| Пирог «Венский» яблоко  | Пирог из классического песочного теста с начинкой из яблочного джема.    |
| Пирог «Венский» вишня   | Пирог из классического песочного теста с начинкой из вишневого джема.    |

### Конфеты весовые шоколадные
| «Веночек»        | Конфеты куполообразной формы, обсыпанные вафельной крошкой, с корпусом из конфетной массы типа пралине с добавлением какао-продуктов. |
| «Венок Дуная»    | Конфеты куполообразной формы с корпусом из сливочного крема, поверхность обсыпана какао-порошком.                                     |
| «Алеко»          | Конфеты куполообразной формы с шоколадным пралине.                                                                                    |
| «Золотая нива»   | Конфеты куполообразной формы с пралиновым корпусом с добавлением спирта и миндаля. Обсыпаны вафельной крошкой.                        |
| Трюфель «Каприз» | Конфеты куполообразной формы с пралиновым корпусом, обсыпаны какао-порошком.                                                          |

| «Кара-Кум»          | Конфеты с корпусом из пралине с добавлением вафельной крошки.                   |
| «Красный мак»       | Конфеты с корпусом из пралине с добавлением дробленой карамельной массы.        |
| «Белочка-затейница» | Конфеты с корпусом из пралине с добавлением дробленого ореха.                   |
| «Скворцы»           | Конфеты с корпусом типа пралине с добавлением сухого молока и дробленых вафель. |

| Вишня, заспиртованная в шоколаде    | Шоколадные конфеты куполообразной формы с рельефным рисунком на поверхности. Начинка помадная с добавлением вишни.     |
| Виноград, заспиртованный в шоколаде | Шоколадные конфеты куполообразной формы с рельефным рисунком на поверхности. Начинка помадная с добавлением винограда. |

| крем-ликер  | Шоколадные конфеты прямоугольной формы с рельефным рисунком на поверхности, с помадно-кремовой начинкой. |
| крем-сливки | Шоколадные конфеты прямоугольной формы с рельефным рисунком на поверхности, с помадно-кремовой начинкой. |
| крем-брюле  | Шоколадные конфеты прямоугольной формы с рельефным рисунком на поверхности, с помадно-кремовой начинкой. |

### Конфеты в коробках
| Вишня, заспиртованная в шоколаде    | Шоколадные конфеты куполообразной формы с рельефным рисунком на поверхности. Начинка помадная с добавлением вишни.                                    |
| Клюква, заспиртованная в шоколаде   | Шоколадные конфеты куполообразной формы с рельефным рисунком на поверхности. Начинка помадная с добавлением клюквы.                                   |
| Виноград, заспиртованный в шоколаде | Шоколадные конфеты куполообразной формы с рельефным рисунком на поверхности. Начинка помадная с добавлением винограда.                                |
| Чернослив в шоколаде                | Глазированные шоколадной глазурью конфеты овальной формы. Корпус состоит из проваренного в сиропе чернослива, внутри которого находится ядро миндаля. |

| «Стрела»            | Конфеты конусообразной формы в кулечках из алюминиевой фольги. Корпус состоит из помадно-кремовой массы с добавлением коньяка и спирта. |
| «Чёрный принц»      | Конфеты с корпусом из помадно-кремовой массы с добавлением тертого ореха и коньяка. Поверхность обсыпана кокосовой стружкой.            |
| «Белочка-затейница» | Конфеты с корпусом из пралине с добавлением дробленого ореха.                                                                           |
| «Солнечный веночек» | Конфеты с корпусом из желейной массы в виде отдельных лепестков, и округлой середины, декорированной шоколадной глазурью.               |
| «Реноме»            | Конфеты куполообразной формы. Корпус состоит из шоколадной конфетной массы. Конфеты имеют насыщенный вкус и аромат шоколада и сливок.   |

| «Cherry»    | Конфеты с корпусом из желейной массы со вкусом черешни. |
| «Raspberry» | Конфеты с корпусом из желейной массы со вкусом малины.  |